# Bad Romance
Bad Romance és el primer senzill del tercer EP anomenat The Fame Monster, de la cantant americana Lady Gaga. Va ser estrenada el dia 26 d'octubre de 2009, estant aquella mateixa tarda disponible com a descàrrega digital.

## Llista de cançons
- Digital download[1]

1. "Bad Romance" – 4:54

- Digital download EP[2]

1. "Bad Romance" – 4:54
2. "Bad Romance" (Hercules & Love Affair Remix) – 5:11
3. "Bad Romance" (Chew Fu Remix) – 7:13
4. "Bad Romance" (Starsmith Remix) – 4:55
5. "Bad Romance" (Music Video) – 5:14

- Promo CD Single

1. "Bad Romance" (Short Radio Edit) – 4:00
2. "Bad Romance" (Radio Edit) – 4:22
3. "Bad Romance" (Main) – 4:54

- EU CD Single

1. "Bad Romance" (Radio Edit) – 4:24
2. "Bad Romance" (Main) – 4:54

- Germany Remix Version[3]

1. "Bad Romance" (Radio Edit) – 4:21
2. "Bad Romance" (Chew Fu Remix) – 7:13
3. "Bad Romance" (Starsmith Remix) – 4:55
4. "Bad Romance" (Grum Remix) – 4:50
5. "Bad Romance" (Bimbo Jones Radio Remix) – 3:58
6. "Bad Romance" (Hercules & Love Affair Remix) – 5:11
7. "Bad Romance" (Hercules & Love Affair Dub Remix) – 5:11
8. "Bad Romance" (Music Video) – 5:14

- French CD Single[4]

1. "Bad Romance" (Radio Edit) – 4:21
2. "Bad Romance" (Bimbo Jones Radio Remix) – 3:58
3. "Bad Romance" (Chew Fu Remix) – 7:13

- UK CD Single[5]

1. "Bad Romance" (Radio Edit) – 4:22
2. "Just Dance" (Deewaan Mix ft. Ashking, WeDis, Lush, Young Thoro) – 4:16

- UK 7" picture disc[6]

1. "Bad Romance" (Radio Edit) – 4:21
2. "Paparazzi" (DJ Dan Club Remix) – 6:37

- US Digital Remix EP[7]

1. "Bad Romance" (Chew Fu H1N1 Fix) – 7:13
2. "Bad Romance" (Kaskade Remix) – 4:20
3. "Bad Romance" (Bimbo Jones Radio Remix) – 3:58
4. "Bad Romance" (Skrillex Remix) – 4:23

- US Digital The Remixes EP Part 2[7]

1. "Bad Romance" (Grum Remix) – 4:50
2. "Bad Romance" (Richard Vission Remix) – 5:22
3. "Bad Romance" (Hercules & Love Affair Remix) – 5:12
4. "Bad Romance" (Hercules & Love Affair Dub Remix) – 5:12
5. "Bad Romance" (DJ Dan Remix) – 3:44

- US 'The Remixes' CD Single[8]

1. "Bad Romance" (Chew Fu H1N1 Fix) – 7:13
2. "Bad Romance" (Kaskade Remix) – 4:20
3. "Bad Romance" (Bimbo Jones Remix) – 3:58
4. "Bad Romance" (Skrillex Remix) – 4:23
5. "Bad Romance" (Grum Remix) – 4:51
6. "Bad Romance" (Richard Vission Remix) – 5:23
7. "Bad Romance" (Hercules & Love Affair Remix) – 5:12